# 爱神进行时
爱神进行时是中華人民共和國艺术家艾未未在自己的工作和生活场所安装四个摄像头，通过網站「weiweicam.com」全天直播自己生活起居的作品。該网站于2012年4月3日上线，距他在首都机场被捕滿一年。中華人民共和國政府當局在他的北京住所周围安装至少15个摄像头，艾未未對此表示他家成为北京监控最密集的地区，所以他决定安装更多摄像头监视自己，目的是「和政府部门比赛透明度」。在直播開啟46小时之后，政府当局令其关闭网站，直播期间访问量达到5,200万次。